# دیوید پورراس
دیوید پورراس (انگلیسی: David Porras؛ زادهٔ ۱۲ نوامبر ۱۹۷۳) بازیکن فوتبال اهل اسپانیا است.